# Parafia Wniebowstąpienia Pańskiego w Jaźwinie
Parafia Wniebowstąpienia Pańskiego w Jaźwinie znajduje się w dekanacie dzierżoniowskim w diecezji świdnickiej. Była erygowana w XIV w. Jej proboszczem jest ks. Adam Woźniak.

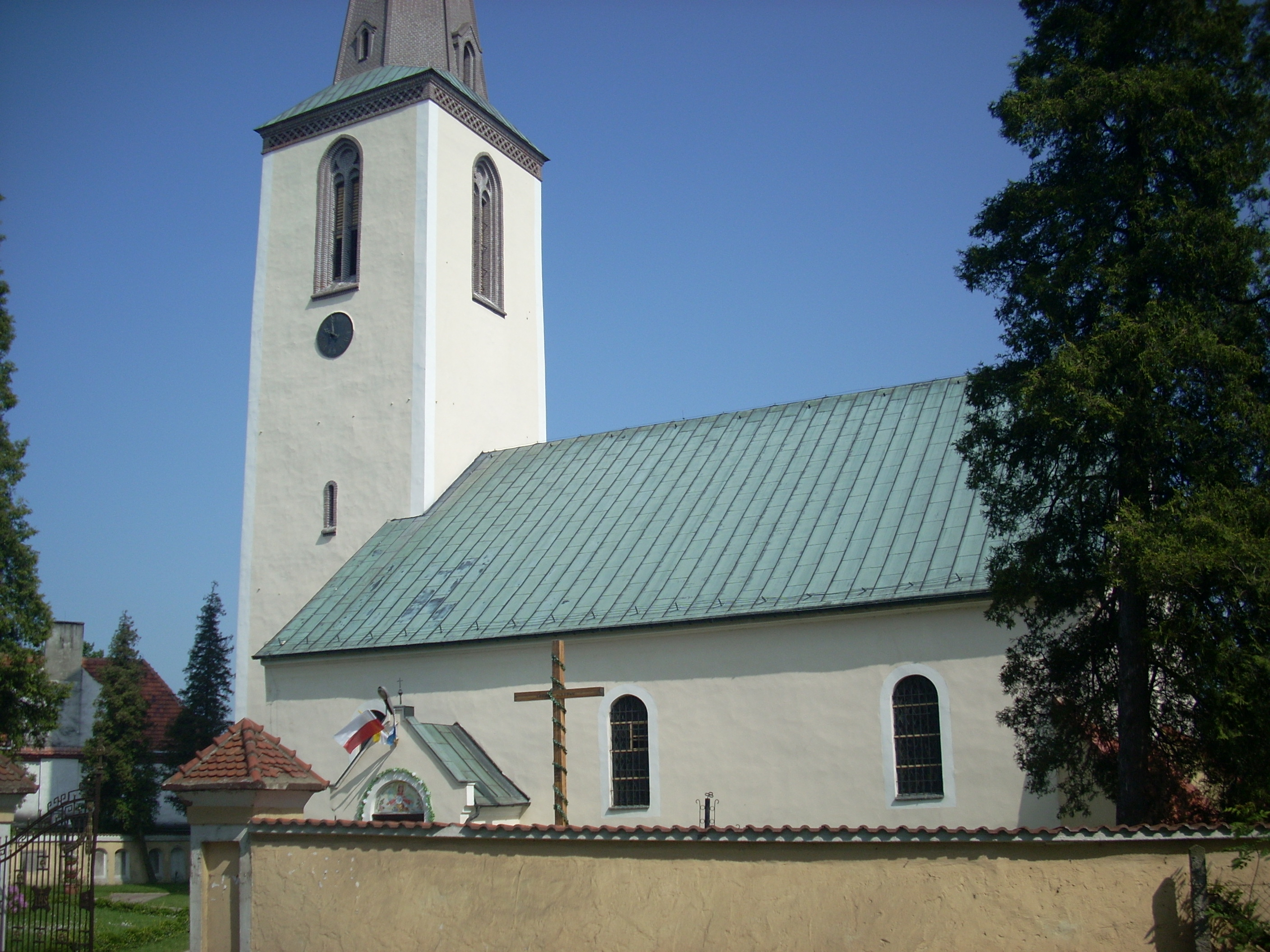
Barokowy kościół pw. Wniebowstąpienia z 1692 r.